# Rhysipolis platygaster
Rhysipolis platygaster är en stekelart som beskrevs av Spencer 1999. Rhysipolis platygaster ingår i släktet Rhysipolis och familjen bracksteklar. Inga underarter finns listade i Catalogue of Life.